# Gyapjasoposszum-formák
A gyapjasoposszum-formák (Caluromyinae), vagy egyszerűen gyapjasoposszumok, az erszényesek (Marsupialia) közé tartozó oposszumalakúak rendjének, azon belül az oposszumfélék családjának egyik alcsaládja.

## Rendszerezés
Az alcsaládba tartozó recens fajokat az alábbi három nembe sorolják, habár egyes rendszerezések a gyapjasfarkú oposszumot nem sorolják ide.
- Caluromys – J. A. Allen, 1900 – 3 faj
  - északi gyapjasoposszum (Caluromys derbianus) – Waterhouse, 1841
  - vörös gyapjasoposszum (Caluromys lanatus) – Olfers, 1818
  - sárga gyapjasoposszum (Caluromys philander) – Linnaeus, 1758
- Caluromysiops – Sanborn, 1951 – 1 faj
  - feketevállú gyapjasoposszum (Caluromysiops irrupta) – Sanborn, 1951
- Glironia – Thomas, 1912 – 1 faj
  - gyapjasfarkú oposszum (Glironia venusta) – Thomas, 1912